# Willibald Pirckheimer

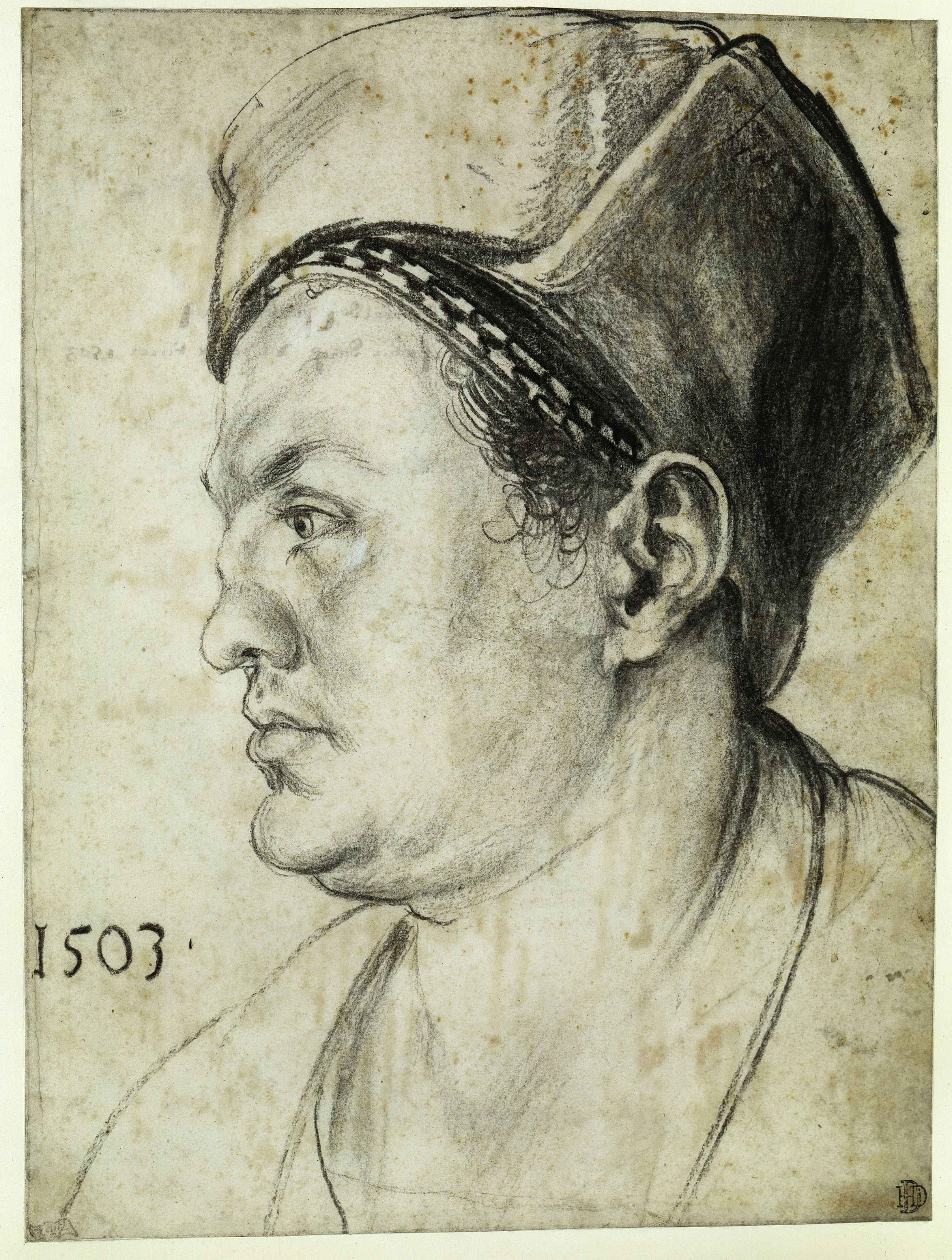
Willibald Pirckheimer, porträtiert von Albrecht Dürer (1503)

Willibald Pirckheimer (auch Willibald Pürkheimer und Bilibald Pirkheimer, latinisiert Bilibaldus; * 5. Dezember 1470 in Eichstätt; † 22. Dezember 1530 in Nürnberg) war ein deutscher Renaissance-Humanist, Jurist und Übersetzer, Feldherr, Patrizier, Ratsherr, Künstler und Kunstsammler sowie Mäzen. Er war ein Freund Albrecht Dürers, Ulrich von Huttens und Berater Kaiser Maximilians I. Von 1496 bis 1523 gehörte er (mit Unterbrechungen) dem Nürnberger Rat an.

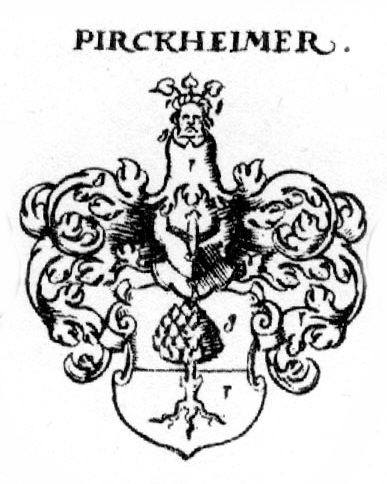
Wappen der Pirckheimer (bei Siebmacher)

## Leben

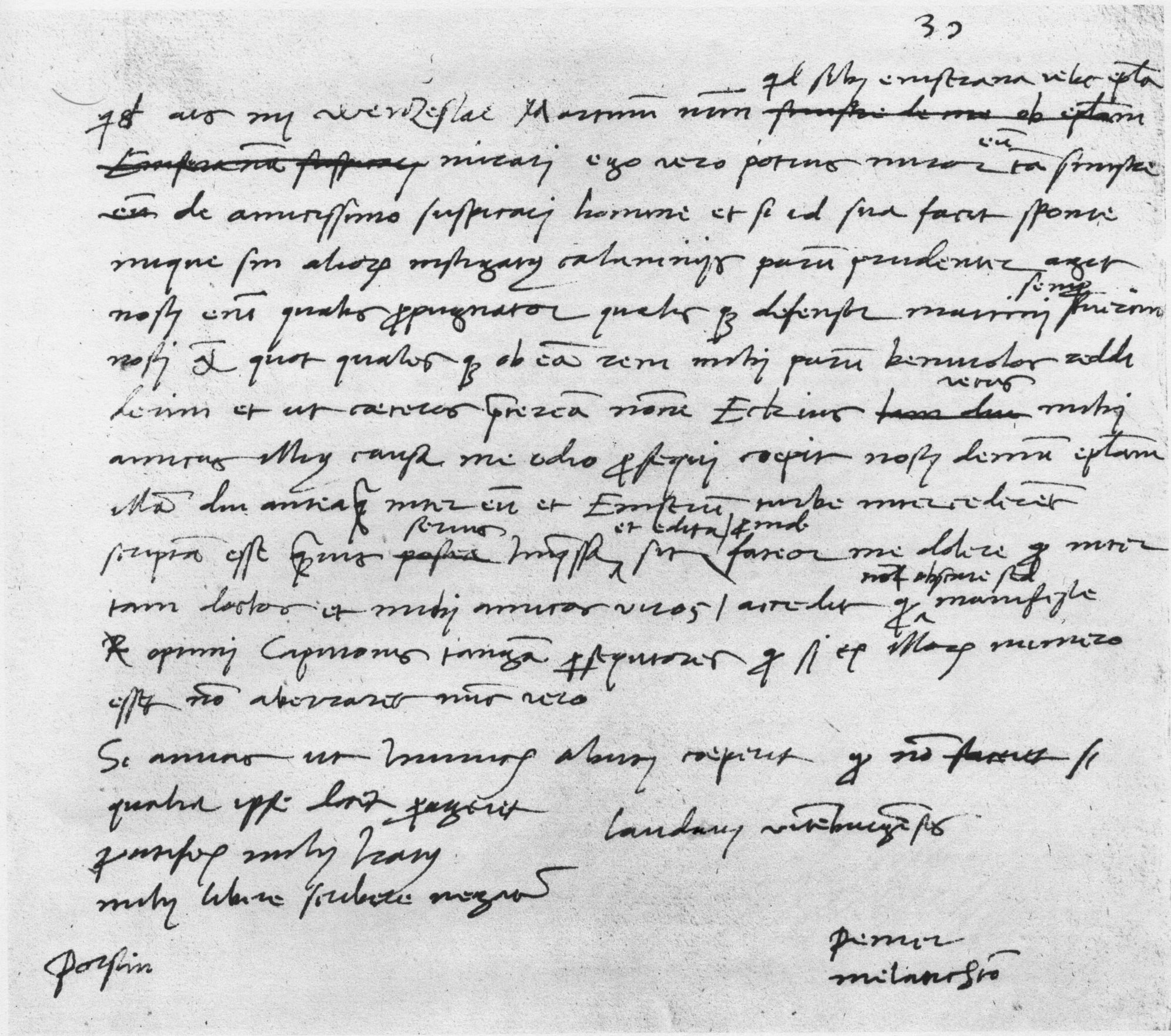
Eigenhändiges Konzept Pirckheimers zu einem Brief, 1519. Nürnberg, Stadtbibliothek, Pirkheimerpapiere Blatt 122

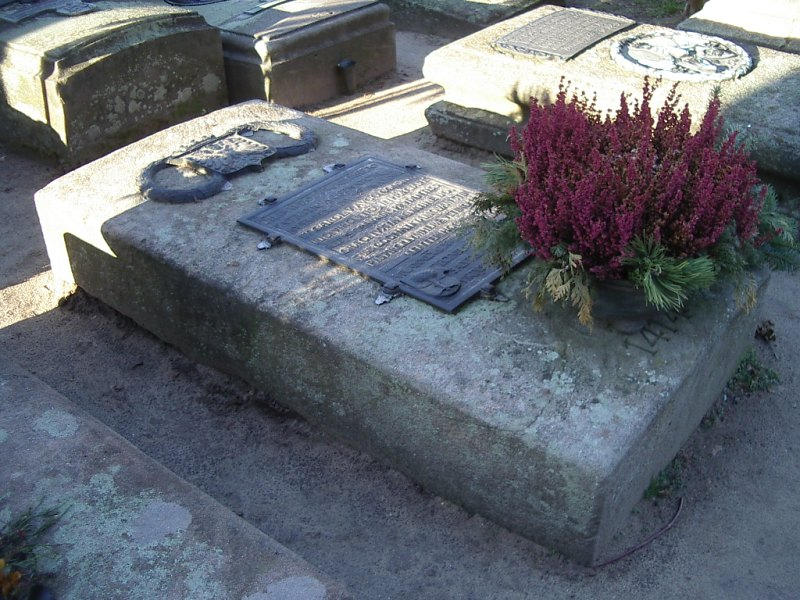
Willibald Pirckheimers Grab auf dem Johannisfriedhof in Nürnberg

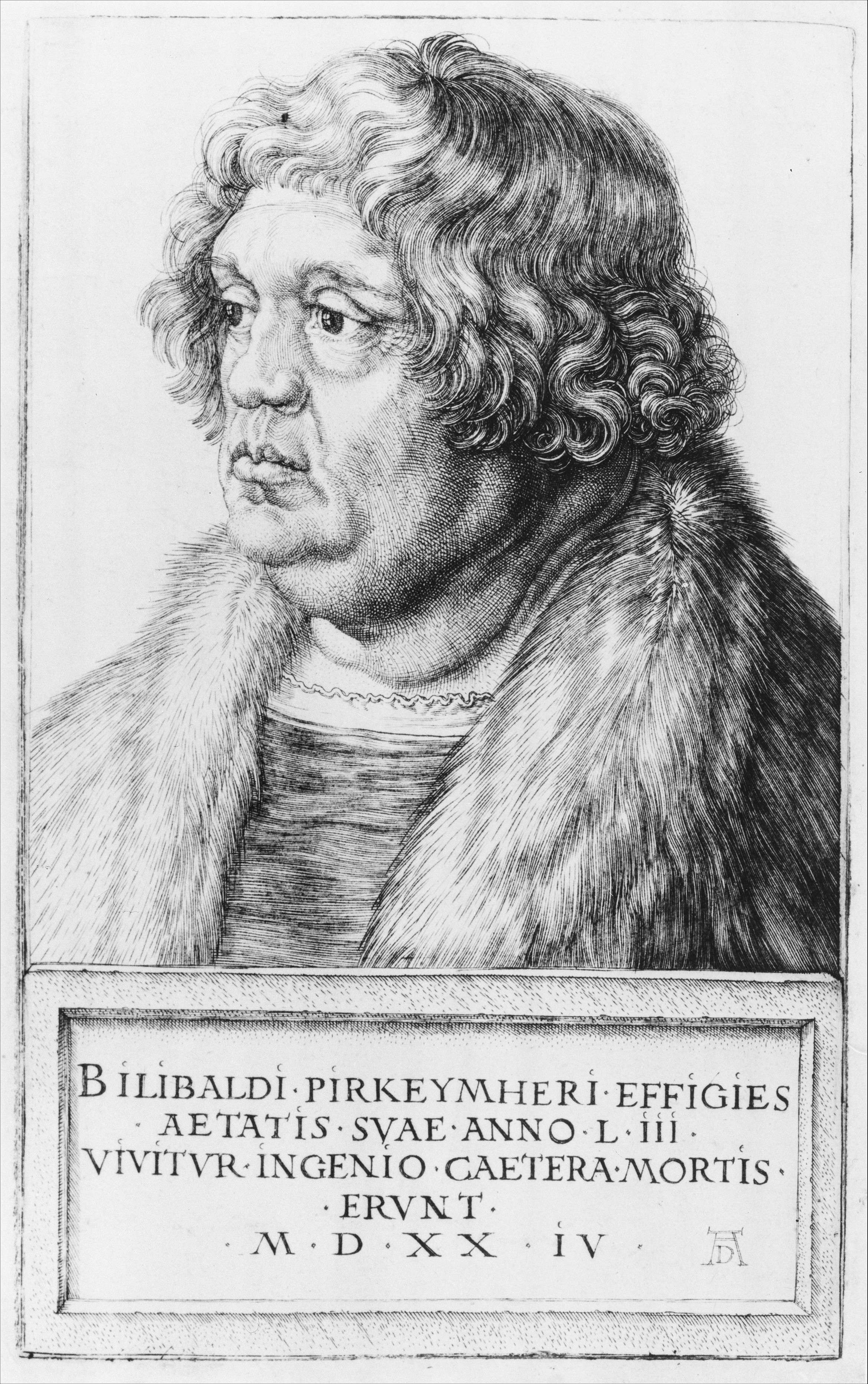
Pirckheimer auf einem Kupferstich von Dürer (1524)

Willibald Pirckheimer wurde in der fürstbischöflichen Residenzstadt Eichstätt geboren, wo sein Vater, der Jurist Johannes Pirckheimer, als Sekretär des Bischofs wirkte. Die 1358 erstmals erwähnte Familie Pirckheimer gehörte seit ihrer Erstzulassung in den Inneren Rat der freien Reichsstadt Nürnberg im Jahr 1386 zum Nürnberger Patriziat. 1467 wurde der Vater Konsulent (Ratsherr) in Nürnberg. Johannes Pirckheimer und seine Frau Barbara Löffelholz hatten 12 Kinder, von denen neben Willibald noch sieben Töchter das Erwachsenenalter erreichten.
Willibald durchlief ein siebenjähriges Studium in Italien, an den Universitäten in Padua und Pavia. Er folgte damit einer Familientradition, die sein Großonkel Thomas Pirckheimer etabliert hatte, der sich als erster juristischen und humanistischen Studien in Italien zugewandt hatte. Seine ältere Schwester Caritas Pirckheimer war Äbtissin des Nürnberger Klaraklosters. Seine Schwester Clara lebte im selben Kloster. Seine Schwestern Sabina und Eufemia waren Benediktinerinnen und später Äbtissinnen im Kloster Bergen. Seine Schwester Katharina lebte im Benediktinerinnenkloster Geisenfeld, Walburga im Klarakloster am Anger im München.
Die Familien Pirckheimer und Dürer kannten sich schon in der Generation der Eltern. Willibald Pirckheimer war Mitglied eines Kreises von Nürnberger Humanisten, dem auch Conrad Celtis, Sebald Schreyer (1446 bis 1520) und Hartmann Schedel, der Verfasser der Schedelschen Weltchronik, angehörten. Er übersetzte zahlreiche klassische Werke ins Deutsche sowie griechische Werke ins Lateinische. In diesem Zusammenhang ist seine Herausgabe der Geographia von Ptolemäus im Jahre 1525 zu erwähnen. Kaiser Maximilian I. beriet sich mit ihm über literarische Fragen.
1499 wurde Pirckheimer vom Nürnberger Magistrat zum Kommandanten des reichsstädtischen Truppenkontingents im Schwabenkrieg gegen die Eidgenossen ernannt, in der Landgrafschaft Klettgau plünderten seine Truppen mehrere Dörfer, so vor allem Rechberg. Er erhielt bei seiner Rückkehr einen goldenen Pokal überreicht. Eine Anspielung darauf findet sich möglicherweise in Dürers Stich Nemesis um 1502.
Da Dürer keine klassische Ausbildung genossen hatte, wird üblicherweise angenommen, dass die zahlreichen klassischen und humanistischen Anspielungen in seinen Werken auf Gespräche mit Pirckheimer zurückgehen; als Ausnahme hierzu gilt hauptsächlich Melencolia I. Pirckheimer lieh Dürer das Geld für dessen zweiten Venedigaufenthalt 1506/1507, und zehn Briefe von Dürer an Pirckheimer aus Venedig geben Auskunft über die Beziehungen der beiden.
In seinen letzten drei Lebensjahren war einer der wichtigsten Korrespondenten Pirckheimers der militante altgläubige Theologe Johannes Cochlaeus.
Pirckheimers Büchersammlung war über Nürnberg hinaus bekannt, ebenso seine Sammlung aller möglichen Kunstgegenstände (Diese Sammlung wurde durch Willibald Imhoff, den Enkel Pirckheimers, erweitert und diente als Grundlage des um 1545 gegründeten Imhoffschen Kunstkabinetts). Pirckheimer war seit 1495 mit Crescentia Rieter verheiratet, einem Mitglied der Nürnberger Patrizierfamilie Rieter von Kornburg, mit der er fünf Töchter hatte. Seine Töchter Katharina und Crescentia traten in das Klarakloster in Nürnberg ein. Seine jüngste Tochter Caritas trat auch in das Kloster Neuburg ein. Bei der Totgeburt eines Sohnes starb seine Frau am 17. Mai 1504. Pirckheimer heiratete nicht erneut. Er starb am 22. Dezember 1530 und wurde auf dem Nürnberger St.-Johannis-Friedhof begraben (Grab St. Johannis I / 1414).

## Publizist

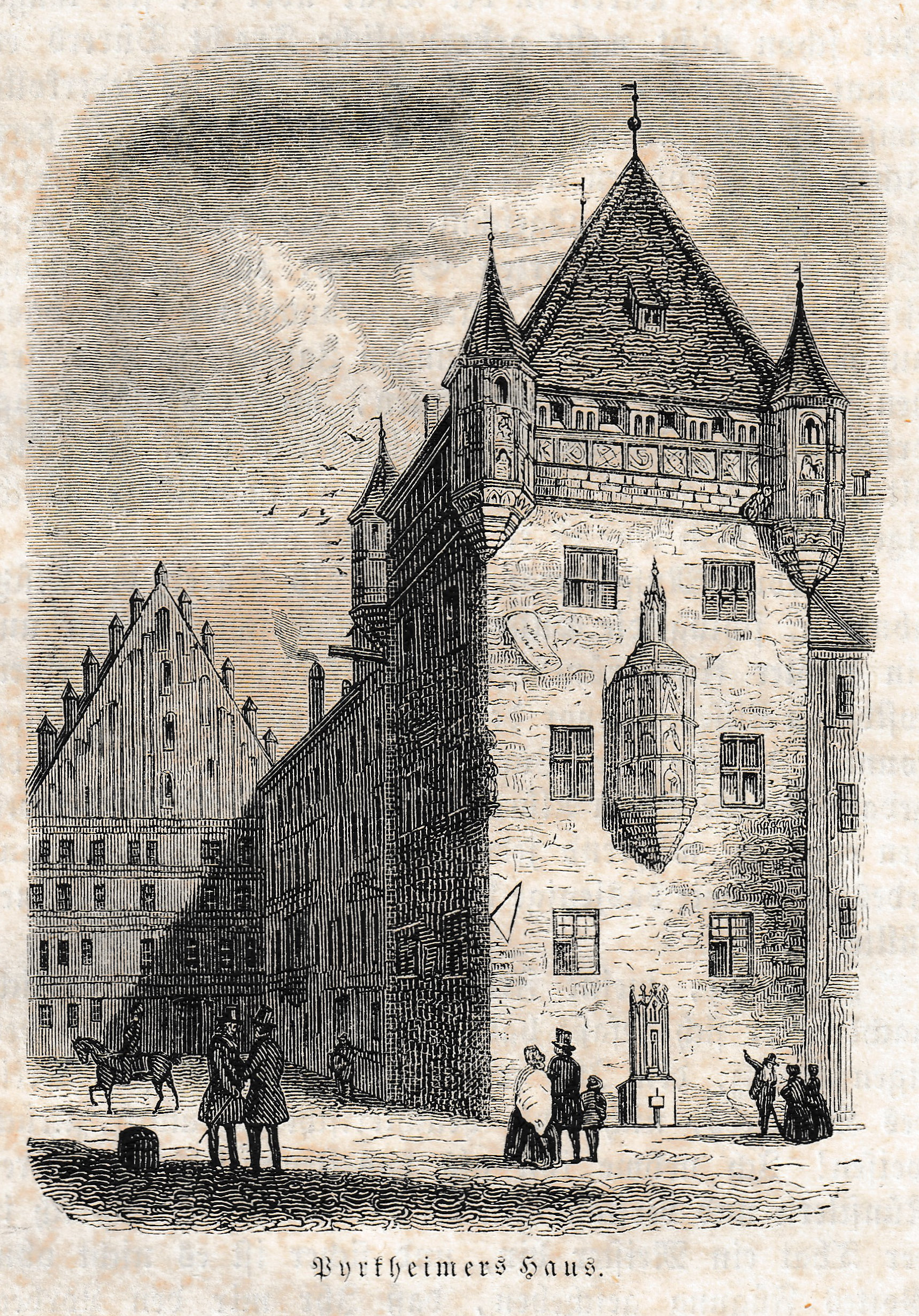
Willibald Pirckheimers Haus (Adresse lt. Quelle: Aegidien-Platz, Haus-Nr. 758)

Pirckheimer engagierte sich in den gelehrten Auseinandersetzungen seiner Zeit. Insbesondere setzte er sich für Johannes Reuchlin im Judenbücherstreit und Martin Luther ein. Wahrscheinlich war er der Autor der 1520 unter dem Pseudonym „Joannes Franciscus Cottalambergius“ veröffentlichten Satire Eccius dedolatus (etwa: Der gehobelte Eck), mit der der Luthergegner Johannes Eck verspottet wurde. Jedenfalls ließ ihn Eck deshalb in die päpstlichen Bannbullen von 1520 und 1521 gegen Luther und seine Anhänger aufnehmen. Dem Protestantismus gegenüber war Pirckheimer aber eher kritisch eingestellt.

## Künstler
Gemeinsam mit Johannes Stabius entwarf er das allegorische Grundgerüst zum „Triumphzug“ und der „Ehrenpforte Maximilians I.“ (die Albrecht Dürer illustrierte), in denen das politische Konzept Maximilians I. propagiert wurde. Pirckheimer war auch maßgeblich am Entwurf des ikonografischen Programms des Nürnberger Rathaussaales beteiligt. Dürer, der wohl frühzeitig in die Planungen eingebunden war, war von 1521 bis 1522 ab für die Umsetzung verantwortlich; die Ausmalung des Saales war nicht vor 1528 bis 1530 fertig.

## Jurist und Gutachter
Eine herausragende Rolle spielte Willibald Pirckheimer für die Rezeption des römischen Rechts in Deutschland. Gregor Haloander, ein junger Gelehrter, hatte in Italien Materialien für die von ihm geplante kritische Ausgabe der Pandekten von Justinian gesammelt und sich für die Durchführung dieses Plans um Unterstützung an den Nürnberger Rat gewandt. Eine Ratskommission bat im Jahr 1528 Willibald Pirckheimer um eine gutachterliche Stellungnahme, die äußerst günstig ausfiel. Dies und die Befürwortung durch den Reformator Philipp Melanchthon hat dazu geführt, dass im Jahr 1529 mit Unterstützung der Stadt Nürnberg das römische Recht in dem von Gregor Haloander bearbeiteten Text unter dem Titel Digestorum seu Pandectarum libri quinquaginta erscheinen konnte.

## Pirckheimer im Gedächtnis

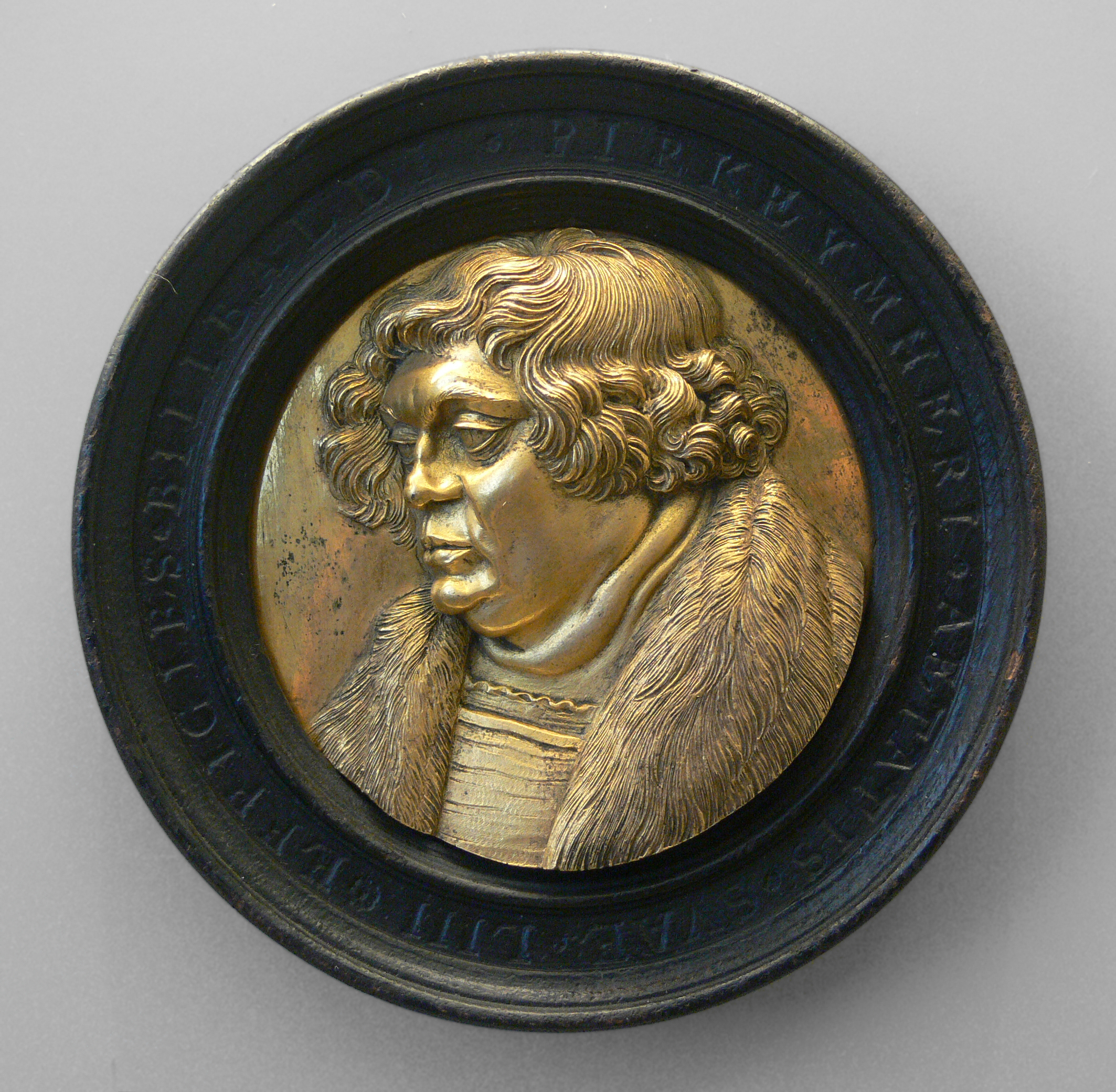
Georg Schweigger: Bildnismedaillon Willibald Pirckheimer, Nürnberg 1638 (Bode-Museum, Berlin)

- In Nürnberg gibt es zu seinen Ehren ein Pirckheimer-Gymnasium und die Pirckheimerstraße.
- 1821 wurde in Nürnberg der klassizistische Dürer-Pirckheimer-Brunnen zum Gedenken an beide aufgestellt.
- Abbild auf der 100 Billionen Mark Banknote vom 15. Februar 1924
- Auch eine 1956 in Ost-Berlin gegründete Bibliophilen-Vereinigung Pirckheimer-Gesellschaft wurde nach ihm benannt.
- In den 1960er Jahren wurde die Willibald-Pirckheimer-Medaille für literarische Leistungen verliehen.
- Eine Büste von ihm ist in der Ruhmeshalle in München ausgestellt.
- Von dem Porträt auf der 50-DM-Banknote der zweiten Serie der Deutschen Mark (vom 18. September 1951) wurde zeitweilig angenommen, es handelte sich um ein Werk Dürers, das Pirckheimer zeige.
- In der Stadt Eichstätt gibt es die Pirkheimer Brücke zu seinem Gedenken.

## Ausgaben und Übersetzungen
- Emil Reicke, Helga Scheible (Hrsg.): Willibald Pirckheimers Briefwechsel (= Humanistenbriefe. Band 4). 7 Bände. Beck, München 1940–2009 (kritische Edition; Bände 1 und 2 von Reicke, Bände 3–7 von Scheible).
  - Emil Reicke und Arnold Reimann: Willibald Pirckheimer. Briefwechsel. Band 1. C.H.Beck, München 1940 (mgh-bibliothek.de [PDF]).
  - Emil Reicke und Arnold Reimann: Willibald Pirckheimer. Briefwechsel. Band 2. C.H.Beck, München 1956 (uni-heidelberg.de).
  - Helga Scheible: Willibald Pirckheimer. Briefwechsel. Hrsg.: Dieter Wuttke. Band 3. C.H.Beck, München 1990, ISBN 978-3-406-03334-6.
  - Helga Scheible: Willibald Pirckheimer. Briefwechsel. Hrsg.: Dieter Wuttke. Band 4. C.H.Beck, München 1997, ISBN 978-3-406-47190-2 (google.de).
  - Helga Scheible: Willibald Pirckheimer. Briefwechsel. Hrsg.: Dieter Wuttke. Band 5. C.H.Beck, München 2001, ISBN 978-3-406-47190-2.
  - Helga Scheible: Willibald Pirckheimer. Briefwechsel. Hrsg.: Dieter Wuttke. Band 6. C.H.Beck, München 2004, ISBN 978-3-406-51761-7.
  - Helga Scheible: Willibald Pirckheimer. Briefwechsel. Hrsg.: Dieter Wuttke. Band 7. C.H.Beck, 2009, ISBN 978-3-406-57780-2 (google.dj).
- Niklas Holzberg (Hrsg.): Eckius dedolatus. Der enteckte Eck. Reclam, Stuttgart 1983, ISBN 3-15-007993-4 (lateinischer Text und Übersetzung).
- Wolfgang Schiel (Hrsg.): Der Schweizerkrieg, übersetzt aus dem Lateinischen von Ernst Münch. Militärverlag der Deutschen Demokratischen Republik, Berlin 1988, ISBN 978-3-85648-094-3.
- Wolfgang Kirsch (Hrsg.): Willibald Pirckheimer: Verteidigungsrede oder Selbstlob der Gicht. Dingsda, Leipzig 2013, ISBN 978-3-928498-47-0 (lateinischer Text und deutsche Übersetzung).
- Karl Rück (Hrsg.): Willibald Pirckheimer. Schweizerkrieg. Verlag der königl. Akademie, München 1895 (google.de).

## Literatur

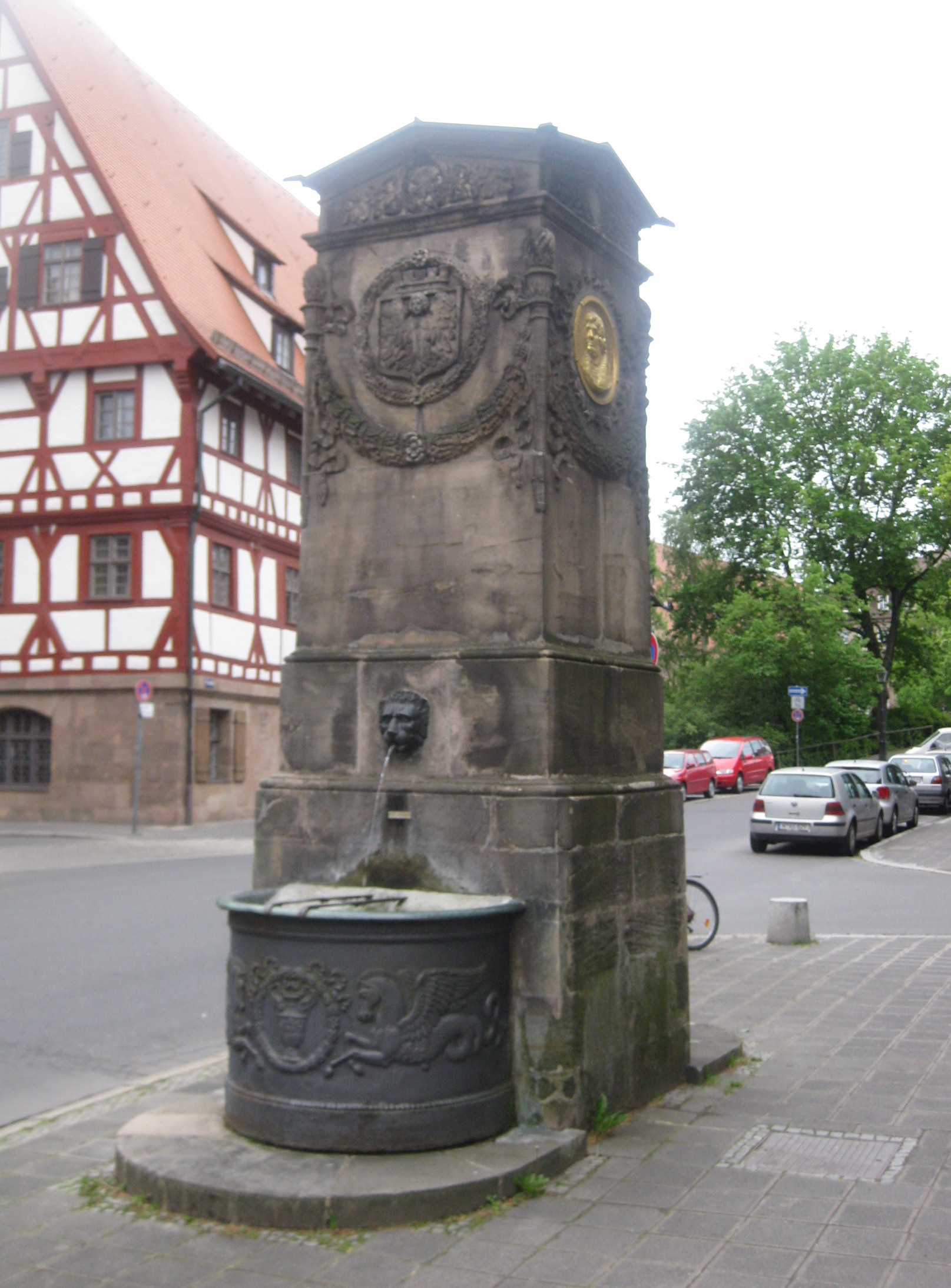
Dürer-Pirckheimer-Brunnen in Nürnberg